# زبان سوی
زبان سوی  یکی از زبان‌های ایران مرکزی که در شاخۀ زبان‌های ایرانی غربی قرار می‌گیرد. گویشوران این زبان در ۷،۰۳۰ نفر و به‌طور تقریبی هزارنفر تخمین زده شده‌است.